# Korfu (stad)
Korfu (grekiska: Κέρκυρα, 'Kérkyra') är huvudort på den grekiska ön Korfu, belägen ungefär mitt på ön, på ostkusten.
Korfu är den äldsta kommunen på ön, grundad 6 januari 1866 efter föreningen mellan Joniska öarna och Grekland. År 1997 utökades Korfu kommun till att också innefatta samhällena Alepou, Evropouli och Kanalia. Även förorterna Analipsis, Kanoni, Figareto, Stratia, Gouvia, Kontokali, Kyra Chrisikou, Potamos, Temploni och öarna Vido och Lazareto ingår i kommunen.
Korfu kommun är den största på ön med ca 32 095 invånare (2011). Den är administrativt, finansiellt och kommersiellt centrum. Inom stadens gränser finns den mesta servicen som hamn, flygplats, museum, kyrkor tillhörade både den katolska och ortodoxa kyrkan), bland mycket annat. Stadens största attraktion är gamla stan, belägen mellan det gamla och nya fortet.
Svenska konsulatet ligger på Skaramanga Square 7 i Korfu.